# مناسک جنسی

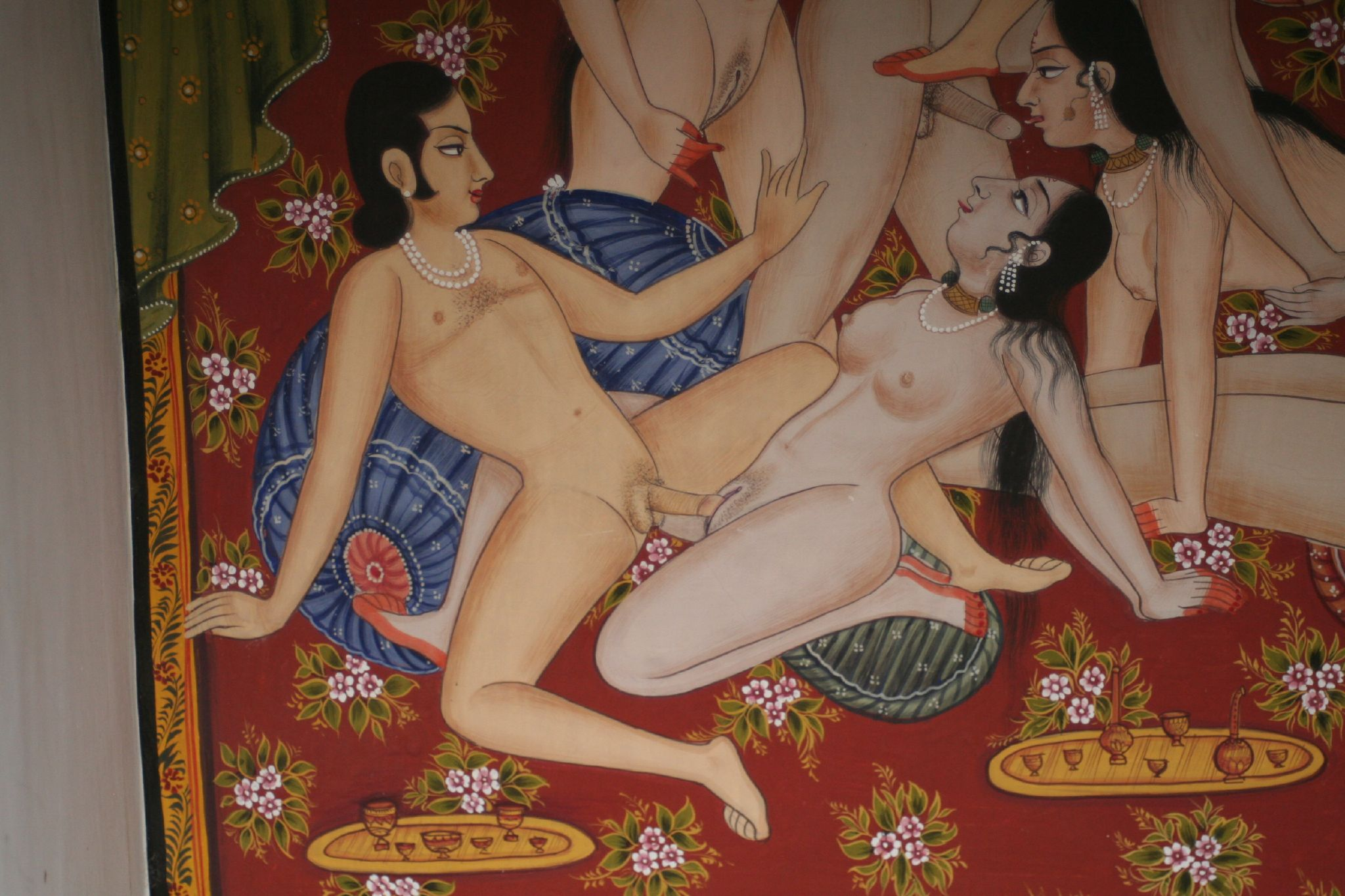
یکی از مجموعه نقاشی‌های کارما سوترا در قلعه کوچامان. کارما سوترا، قلعه کوچامان

مناسک جنسی (انگلیسی: Sexual ritual)، به دو دسته تقسیم می‌شوند: خلق شده  توسط فرهنگ و رفتار طبیعی، حیوان-انسانی که مناسک آمیزش جنسی در انسان را از غرایز فرگشتی برای تولیدمثل ایجاد کرده است، که سپس در جامعه ادغام شده و شامل جنبه‌هایی مانند عروسیها، رقص‌ها و غیره می‌شود. گاهی مناسک جنسی به شدت رسمی و/یا بخشی از فعالیت‌های مذهبی هستند، مانند موارد ازدواج مقدس، فحشای مذهبی و سازمان معبد شرق.

## ریشه
بخشی از مناسک‌گذار بزرگ شدن چیزی است که به آن «آیین جدایی از دنیای غیرجنسی… به دنبال آداب ادغام در دنیای جنسی» گفته می‌شود. اینها ممکن است رسمی یا نیمه رسمی باشند.